# Hawarden Old Castle
Hawarden Old Castle ist eine Burgruine in Flintshire in Wales. Die als Kulturdenkmal der Kategorie Grade I klassifizierte sowie als Scheduled Monument geschützte Ruine liegt im Park des Herrenhauses Hawarden Castle am Südrand des Ortes Hawarden. Bei den Kämpfen um die walisische Unabhängigkeit im 13. Jahrhundert spielte die Burg eine wichtige Rolle.

## Geschichte
Anstelle der mittelalterlichen Burg befand sich bereits eine eisenzeitliche Wallburg, von der noch mächtige Erdwälle und Gräben erhalten sind. Die Geschichte der mittelalterlichen Burg ist ungeklärt. Sie entstand wahrscheinlich als normannische Motte kurz nach der normannischen Eroberung von Nordwales unter Hugh d’Avranches, 1. Earl of Chester, der die Burg der Familie Montalt übergab. Nachdem der walisische Fürst Llywelyn ap Gruffydd 1257 weite Teile von Nordostwales erobert hatte, ließ er gegen das unter englischer Herrschaft gebliebene Hawarden Castle drei Kilometer nordwestlich Ewloe Castle errichten. Während des Zweiten Kriegs der Barone traf sich Fürst Llywelyn mit Henry de Montfort, dem Sohn von Simon de Montfort, in der Burg. Dem Waliser wurde die Übergabe der Burg versprochen, dazu wurde die Heirat von Llywelyn mit Eleanor, einer Tochter von Simon de Montfort, 6. Earl of Leicester vereinbart. Vermutlich aufgrund der Niederlage und des Todes von Simon de Montfort in der Schlacht von Evesham wurde die Burg jedoch nicht übergeben, weshalb der erboste Llywelyn sie 1265 eroberte, den englischen Burgherrn Robert de Montalt gefangen nahm und die Burg anschließend zerstörte. Nach dem Vertrag von Montgomery 1267 erhielt Robert de Montalt die Ländereien der Burg mit der Auflage zurück, die Ruine nicht wieder aufzubauen. Montalt hielt sich nicht an die Auflage und ließ einen mächtigen steinernen Keep errichten.
In der Nacht zu Palmsonntag im März 1282 überfiel Dafydd ap Gruffydd, der Bruder von Fürst Llywelyn ap Gruffydd, in einem nächtlichen Überfall die Burg und nahm deren Constable Roger de Clifford, der für den minderjährigen Roger de Montalt die Burg verwaltete, gefangen, während der Rest der überraschten Besatzung niedergemacht wurde. Diese Aktion war der Startpunkt einer umfassenden Rebellion gegen die englische Oberherrschaft über Wales. Der englische König Eduard I. reagierte auf die Rebellion mit einem Feldzug nach Wales, währenddessen Fürst Llywelyn getötet und ganz Wales von England erobert wurde. Schon zu Beginn des Feldzugs wurde Hawarden Castle von englischen Truppen zurückerobert, anschließend wurde die Burg verstärkt wiederaufgebaut.
Während der Rebellion von Owain Glyndŵr widerstand die Burg 1403 einem Angriff der Rebellen. Im 15. Jahrhundert fiel die Burg an Thomas Stanley, 1. Baron Stanley, der um 1453 das Tor durch die Barbakane verstärken ließ. König Heinrich VII. war 1490 und 1500 zweimal bei Thomas gleichnamigem Sohn, den Earl of Derby, zu Gast in der Burg und ging im angrenzenden Hirschpark auf die Jagd.
Zu Beginn des Englischen Bürgerkriegs wurde die Burg im August 1643 aufgrund ihrer strategischen Bedeutung von königlichen Truppen besetzt. Am 11. November 1643 eroberten Parlamentstruppen unter Sir William Brereton und Sir Thomas Middleton die Burg. Da die parlamentarische Garnison der Burg den Nachschubhafen Conwy bedrohte, belagerte nun eine 3000 Mann starke königliche Armee die Burg und eroberte sie am 3. Dezember zurück. Die Burg blieb nun im Besitz der königlichen Truppen, bis sie nach dem Sieg der Parlamentstruppen in der Schlacht von Naseby ab Mai 1645 von Parlamentstruppen belagert wurde. Die Belagerer unter General Thomas Mytton unterließen direkte Angriffe, doch nach der Niederlage von Rowton Heath im September 1645 und der Eroberung von Chester im Februar 1646 war die Lage der Garnison aussichtslos, so dass sich die Besatzung im März 1646 ergab. Die Parlamentstruppen ließen die Burg anschließend schleifen. Der Besitz wurde vom Parlament beschlagnahmt und 1651 an John Glynne verkauft, der jedoch nicht in Hawarden lebte. Erst dessen Nachfahre Sir John Glynne erwarb durch Heirat das unweit der Ruine gelegene Herrenhaus Broadlane Hall. Er ließ das alte Haus aus dem 17. Jahrhundert abreißen und ab 1752 durch ein neues Herrenhaus ersetzen. Dieses erhielt ab Beginn des 19. Jahrhunderts den Namen Hawarden Castle. Die alte Ruine wurde in die Gestaltung des umgebenden Landschaftsparks mit einbezogen. Der Keep wurde dabei teilweise erhöht, um ihn ruinenhafter aussehen zu lassen. In den 1860er und 1920er Jahren wurden die Ruinen restauriert.
Das Ruine ist wie das Herrenhaus in Privatbesitz und nur gelegentlich öffentlich zugänglich.

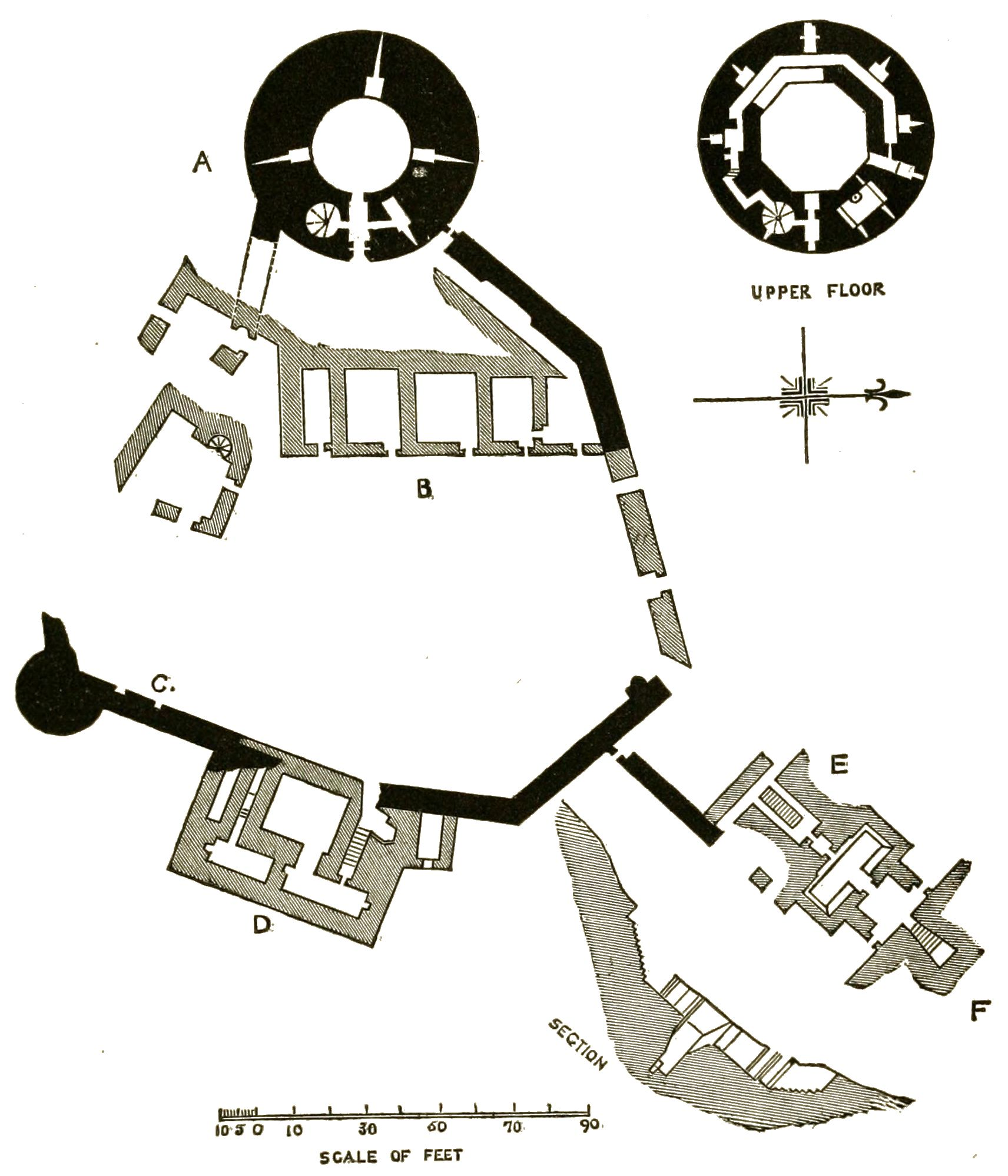
Grundriss von 1870 (nicht genordet)

## Anlage
Die Burg wurde zum Schutz und zur Kontrolle der Hauptstraße errichtet, die von Chester nach Nordwales führte. Sie wurde inmitten der eisenzeitlichen Wallanlagen erbaut und bestand aus einer Motte und einer östlich angrenzenden Vorburg. Der heute erhaltene runde steinerne Keep wurde nach 1265 auf dem Gipfel der Motte errichtet. Er war ursprünglich über 12 m hoch und aus glatt behauenen Steinen errichtet. Der Zugang befand sich im Erdgeschoss. Im Inneren enthielt der Turm zwei Stockwerke, die ähnlich wie in Caernarfon Castle einen achteckigen Grundriss hatten, dies und andere Details deuten darauf hin, dass der königliche Baumeister James of St. George am Ausbau der Burg beteiligt war. Die beiden Stockwerke waren durch eine Wendeltreppe miteinander verbunden. Während der untere Raum als Wohnhalle diente, war das obere Geschoss in eine Kapelle und einen Schlafraum unterteilt. Östlich der Motte befindet sich der ursprünglich von einer hohen Ringmauer umgebene Burghof, dessen Mauern vor allem an der Nord- und der Ostseite noch erhalten sind. An der Ostseite des Hofes befand sich der große Palas, von dem noch eine Wand mit Lanzettfenstern erhalten ist. Das mit Barbakane und Zugbrücke gesicherte Burgtor befand sich an der Nordseite, hiervon sind allerdings nur geringe Reste erhalten.